# Rebel Wilson
Rebel Melanie Elizabeth Wilson (Sydney, 1980. március 2. –) ausztrál stand-up komikus, színésznő, énekesnő, producer és író.
Fontosabb szerepei voltak a Tökéletes hang, a Harmadnaposok, a Várandósok – Az a bizonyos kilenc hónap, a Hogyan legyünk szinglik?, illetve az Agyas és agyatlan című filmekben.

## Élete és pályafutása
1980. március 2-án született Sydneyben (Új-Dél-Wales, Ausztrália). Szülei szakképzett kutyakiképzők.  Wilson Kenthurst, Parramatta és Castle Hill külvárosaiban nőtt fel. A Tara Anglican School for Girls lányiskolában tanult.  Korábban egy moziban dolgozott, de kilépett, mivel első filmje után többen is felismerték. Három testvére van: két nővére, Liberty és Annaleise ("Annarchi"), és egy bátyja, aki a "Ryot" nevet használja. Wilson szerint Lillian Bounds volt az ük-nagynénje, aki Walt Disney felesége volt. Annak ellenére, hogy Wilson ezt a bíróságon állította, Dale Sheridan leszármazáskutató továbbra is vitatja ezt.
Eleinte a matematikával akart foglalkozni. 2009-ben diplomázott a University of New South Wales tanulójaként. Korábban a Rotary International ifjúsági nagykövete volt. Egy évet töltött Dél-Afrikában, ahol maláriás lett. A malária hatására hallucinálni kezdett. Egyik hallucinációja során egy Oscar-díjas színésznőnek látta magát. Ez győzte meg arról, hogy színészi karriert folytasson.

## Magánélete
Wilson 2022-ben coming outolt; kiderült, hogy leszbikus, barátnője Ramona Agruma.

### Súlya
Wilson a testpozitivitás lelkes támogatója, a nagyobb súlyú nők példaképe. „Nagy nyomás nehezedik a nőkre, különösen a fiatalabb nőkre, hogy megfeleljenek a vékony testképüknek” - mondta az Associated Pressnek. „Nem mindenki lehet ilyen, és senkinek sem kellene szégyenkeznie a külseje miatt, valamint nem kellene elviselnie a zaklatást és a bántalmazás egyéb fajtáit a mérete és alakja miatt”.
Egész karrierje során a molett alakjáról volt ismert, és gyakran eljátszotta ezt a színészi munkájában olyan karakterekkel, mint „Kövér Amy”. A Hunger magazinnak adott 2013-as interjújában Wilson kijelentette: „Amíg így nézek ki, addig kövér viccekkel fogok előállni. Minden komikusnak ki kell használnia a fizikumát, így én is a méretemet használom”. Wilson elmondta, hogy az ügynöksége szinte azonnal leszerződtette őt, mert senki más nem volt a listájukon, csak ő.
Wilson szerencsésnek érzi magát, hogy ilyen testalkatú, és kijelentette, hogy a szakmabeliek azt mondanák neki, hogy ne fogyjon. „Számomra ez arról szól, hogy jól érzed magad a bőrödben. Soha nem akarok túlságosan egészségtelen lenni, mert az rossz. Csak azt akarom, hogy jól érezzem magam, bármilyen méretű is vagyok”. 2016-ban azt mondta, hogy szerinte a nagyobb lányok jobban teljesítenek a komédiában, mert könnyebb rajtuk nevetni, és ezt ki is használta.
2011 júliusában Wilson a Jenny Craig fogyókúra- és táplálkozási cég szóvivője lett Ausztráliában. 2012 januárjában Wilson azt mondta a The Daily Telegraphnak, hogy 10 kilogrammot fogyott, mióta csatlakozott a programhoz. 2013 februárjában megerősítette, hogy az előző évben felbontotta a Jenny Craiggel kötött megállapodását.
Wilson azt állította, hogy a Tökéletes hang producerei nem engedték, hogy a forgatás alatt tovább fogyjon, mivel a szerződése szerint ugyanolyan méretűnek kell maradnia. Elmondta, hogy amint filmes kötelezettségei véget érnek, újra elkezdi a diétát, hogy elérje a 80 kilogrammos célsúlyt.
A 2020-as "egészség évében" Wilson azt tűzte ki célul, hogy 27 kg-ot fogyjon, és ezt 2020 novemberéig meg is tette. Wilson leszögezte, hogy mindig is magabiztos volt a külsejével kapcsolatban, de most „szuper magabiztosnak” érzi magát.

## Filmográfia

### Film
| Év   | Magyar cím                              | Eredeti cím                             | Szerep                  | Magyar hang    | Rendező               |
| ---- | --------------------------------------- | --------------------------------------- | ----------------------- | -------------- | --------------------- |
| 2003 | Bazi nagy pizza                         | Fat Pizza                               | Toula                   |                | Paul Fenech           |
| 2007 | A szellemlovas                          | Ghost Rider                             | lány a sikátorban       |                | Mark Steven Johnson   |
| 2009 |                                         | Bargain! (rövidfilm)                    | Linda                   |                | Rachel Givney         |
| 2011 | Koszorúslányok                          | Bridesmaids                             | Brynn                   | Kokas Piroska  | Paul Feig             |
| 2011 | Harmadnaposok                           | A Few Best Men                          | Daphne Ramme            | Kokas Piroska  | Stephan Elliott       |
| 2012 | Lánybúcsú                               | Bachelorette                            | Becky Archer            | Kokas Piroska  | Leslye Headland       |
| 2012 | Szoba kilátások nélkül                  | Small Apartments                        | Rocky                   | Kokas Piroska  | Jonas Åkerlund        |
| 2012 | Villámcsapás                            | Struck by Lightning                     | Malerie Baggs           | Köves Dóra     | Brian Dannelly        |
| 2012 | Várandósok – Az a bizonyos kilenc hónap | What to Expect When You're Expecting    | Janice                  | Kokas Piroska  | Kirk Jones            |
| 2012 | Jégkorszak 4. – Vándorló kontinens      | Ice Age: Continental Drift              | Raz (hangja)            | Kocsis Mariann | Michael Thurmeier     |
| 2012 | Jégkorszak 4. – Vándorló kontinens      | Ice Age: Continental Drift              | Raz (hangja)            | Kocsis Mariann | Steve Martino         |
| 2012 | Tökéletes hang                          | Pitch Perfect                           | Kövér Amy               | Köves Dóra     | Elizabeth Banks (1.)  |
| 2013 | Pain & Gain                             | Pain & Gain                             | Robin Peck              | Haumann Petra  | Michael Bay           |
| 2014 | Éjszaka a múzeumban – A fáraó titka     | Night at the Museum: Secret of the Tomb | Tilly                   | Kokas Piroska  | Shawn Levy            |
| 2015 | Tökéletes hang 2.                       | Pitch Perfect 2                         | Kövér Amy               | Köves Dóra     | Elizabeth Banks (2.)  |
| 2016 | Hogyan legyünk szinglik?                | How to Be Single                        | Robin                   | Kokas Piroska  | Christian Ditter      |
| 2016 | Agyas és agyatlan                       | Grimsby                                 | Dawn Grobham            | Kokas Piroska  | Louis Leterrier       |
| 2016 | Pusszantalak, drágám – A film           | Absolutely Fabulous: The Movie          | légiutas-kísérő (cameo) | Köves Dóra     | Mandie Fletcher       |
| 2017 | Tökéletes hang 3.                       | Pitch Perfect 3                         | Amy                     | Köves Dóra     | Trish Sie             |
| 2019 | Hát nem romantikus?                     | Isn't It Romantic                       | Natalie                 |                | Todd Strauss-Schulson |
| 2019 | Csaló csajok                            | The Hustle                              | Penny                   | Kokas Piroska  | Chris Addison         |
| 2019 | Macskák                                 | Cats                                    | Csilló Pallaold         | Kokas Piroska  | Tom Hooper            |
| 2019 | Jojo Nyuszi                             | Jojo Rabbit                             | Fraulein Rahm           | Kokas Piroska  | Taika Waititi         |
| 2022 | A végzős év                             | Senior Year                             | Stephanie Conway        | Kokas Piroska  | Alex Hardcastle       |
| 2022 | Mandula és csikóhal                     | The Almond and the Seahorse             | Sarah                   | Kokas Piroska  | Celyn Jones           |
| 2022 | Mandula és csikóhal                     | The Almond and the Seahorse             | Sarah                   | Kokas Piroska  | Tom Stern             |
| 2024 |                                         | The Deb                                 | Janette                 |                | Rebel Wilson          |
| 2025 | Júlia és Rómeó                          | Juliet & Romeo                          | Lady Capulet            |                | Timothy Scott Bogart  |
| 2025 | Násznaposok                             | Bride Hard                              | Sam                     | Kokas Piroska  | Simon West            |

## Fordítás
- Ez a szócikk részben vagy egészben  a   Rebel Wilson című angol Wikipédia-szócikk fordításán alapul.  Az eredeti cikk szerkesztőit annak laptörténete sorolja fel. Ez a jelzés csupán a megfogalmazás eredetét és a szerzői jogokat jelzi, nem szolgál a cikkben szereplő információk forrásmegjelöléseként.